# 봉천대
봉천대(奉天臺)는 인천광역시 강화군 하점면, 봉천산 꼭대기에 설치하여 하늘에 나라의 태평과 백성들의 평안을 빌었던 곳이다. 1995년 3월 2일 인천광역시의 기념물 제18호로 지정되었다.

## 개요
봉천산 꼭대기에 설치하여 하늘에 나라의 태평과 백성들의 평안을 빌었던 곳으로, 벽돌을 쌓아올려 위로 갈수록 좁아드는 사다리꼴 형식을 하고 있다.
『강도지』에 의하면, 고려 때에는 나라에서 하늘에 제사를 지내는 제천의식을 거행하였던 곳이었으나, 조선시대 중기에 와서는 봉화를 켜두는 봉화대로 사용하였다 한다.

## 현지 안내문
봉천산 정상(해발 291m)에 돌로 쌓아 올린 방형(方形)의 제단이다. 
강도지에 의하면 고려 때 축리소(祝釐所)로 사용하였다고 한 것으로 보아 나라에서 하늘에 제사를 지내는 제천의식을 거행하였던 곳임을 알 수 있다. 대(臺)의 크기는 높이 5.5m, 밑지름 7.2m의 정방형 사다리꼴 모양이다.

## 참고 문헌
- 봉천대 - 국가유산청 국가유산포털